# Cabo Perez

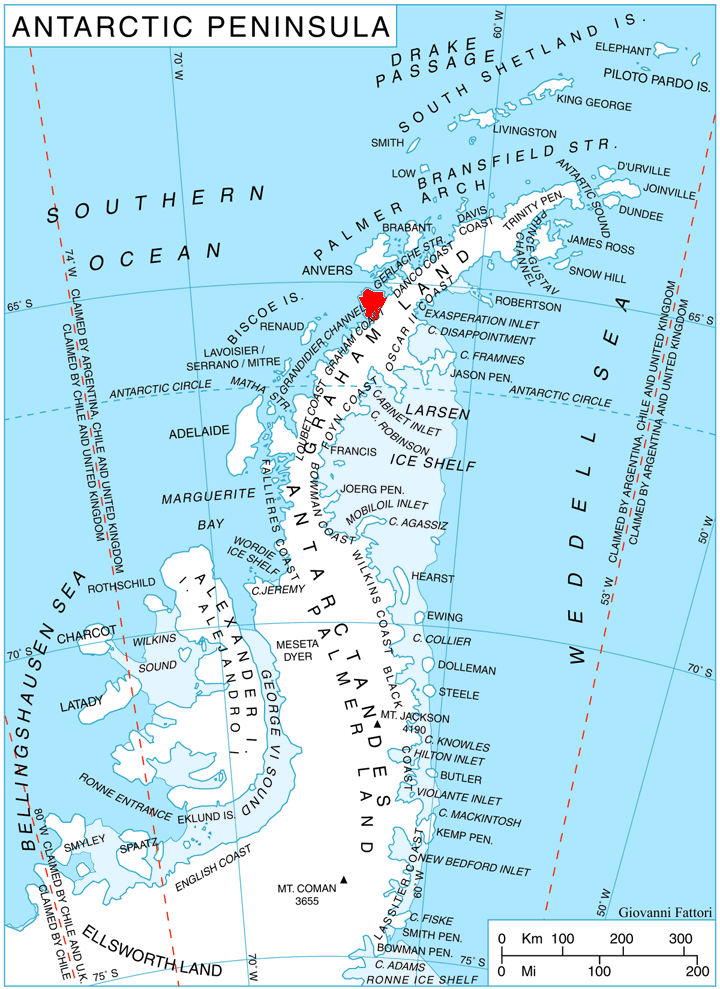
Localização da Península Kiev na Terra de Graham, Península Antártica.

O Cabo Perez (65° 24′ S, 64° 06′ O) é um cabo proeminente entre a Baía Collins e a Baía Beascochea na Península Kiev, a costa oeste da Terra de Graham.
Descoberto pela Expedição Antártica Belga, 1897–99, sob o comando de Gerlache, mas aparentemente não foi batizada por eles até cerca de 1904, quando trabalhando em seus relatórios científicos deram a ele o nome de Trooz. Ao mesmo tempo, a Expedição Antártica Francesa de Charcot, 1903–05, saiu para a Antártica e em novembro de 1904 reavistou o mesmo cabo, para o qual deram o nome de Trois Perez, para os irmãos Fernando, Leopoldo e Manuel Perez de Buenos Aires. Maurice Bongrain em seu relatório de 1914 reconhece o nome belga Trooz para este cabo. Entretanto, o Comitê Consultivo de Nomes Antárticos (US-ACAN) tem mantido o nome de Charcot por ser de uso mais amplo, e tem dado o nome Trooz à grande geleira 5 milhas náuticas (9 km) a nordeste do Cabo Perez.